# Federazione calcistica delle Samoa Americane
La Federazione calcistica delle Samoa Americane (in inglese Football Federation American Samoa, acronimo FFAS) è l'ente che governa il calcio nelle Samoa Americane.
Fondata nel 1984, si affiliò alla FIFA e all'OFC nel 1998. Ha sede nella capitale Pago Pago e controlla il campionato nazionale, la coppa nazionale e la Nazionale del paese.